# Conseil pour l'Excellence dans la Gouvernance
Le Conseil pour l'excellence dans la gouvernance (en anglais: Council for Excellence in Government) est une organisation semi-publique initiée dans les années 1980 dans le but d'améliorer l'efficacité des institutions gouvernementales aux États-Unis aussi bien au niveau fédéral qu'au niveau des États et des gouvernements locaux.
À l'origine, le conseil est formé d'anciens officiels gouvernementaux qui étaient passés avec succès dans le secteur privé. Ceux-ci pensent que les services gouvernementaux seraient améliorés en cas de présence d'une organisation mettant le secteur public et privé autour d'une même table pour y échanger leurs idées. L'organisation essaie de susciter chez les citoyens de l'intérêt pour les services publics et de récompenser les innovations qui améliorent la gouvernance.
Elle accueille durant son histoire d'anciens présidents américains comme Jimmy Carter, George Bush, Bill Clinton et Gerald Ford.
Le philanthrope de Virginie Alan Voorhees, dont la société a par exemple conçu le métro de Washington, donne au début des années 1980 l'argent et l'espace de bureaux nécessaires à l'organisation.